# غوردون تشيشولم
غوردون تشيشولم (بالإنجليزية: Gordon Chisholm)‏ هو مدرب كرة قدم ولاعب كرة قدم بريطاني، ولد في 8 أبريل 1960 في غلاسكو في المملكة المتحدة. لعب مع نادي بارتيك ثيسل ونادي دندي ونادي سندرلاند ونادي هيبرنيان.

## وصلات خارجية
- غوردون تشيشولم على موقع قاعدة بيانات كرة القدم.إي يو (الإنجليزية)
- غوردون تشيشولم على موقع Soccerbase.com (مدرب) (الإنجليزية)